# William Beckford
William Thomas Beckford (Fonthill, 1º ottobre 1760 – Bath, 2 maggio 1844) è stato uno scrittore, critico d'arte, politico e viaggiatore britannico.
(William Beckford)
Cresciuto tra le più grandi agiatezze (era figlio del sindaco di Londra), la carriera politica gli fu preclusa a causa degli scandali omosessuali in cui rimase coinvolto che lo costrinsero anche a continui viaggi per l'Europa per evitare un'incriminazione formale. 
Il suo racconto più importante, Vathek, fu scritto in lingua francese ed è un importante anello di congiunzione tra la letteratura illuministica e le esperienze preromantiche.

## Biografia

### Giovinezza

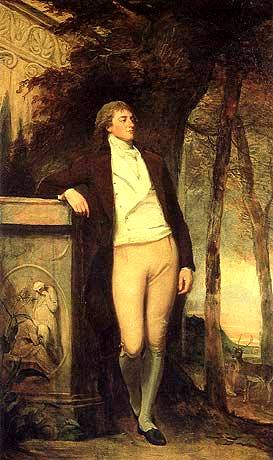
Ritratto di William Beckford
George Romney, 1782

Nacque a Fonthill, Wiltshire, nel castello di suo padre, ex Lord sindaco di Londra William Beckford. Da lui, il giovane William ereditò, a dieci anni, un milione di sterline, terreni e parecchie piantagioni di zucchero in Giamaica, che gli permisero di soddisfare i suoi interessi quali l'arte e l'architettura, oltre alla scrittura.

### Matrimonio

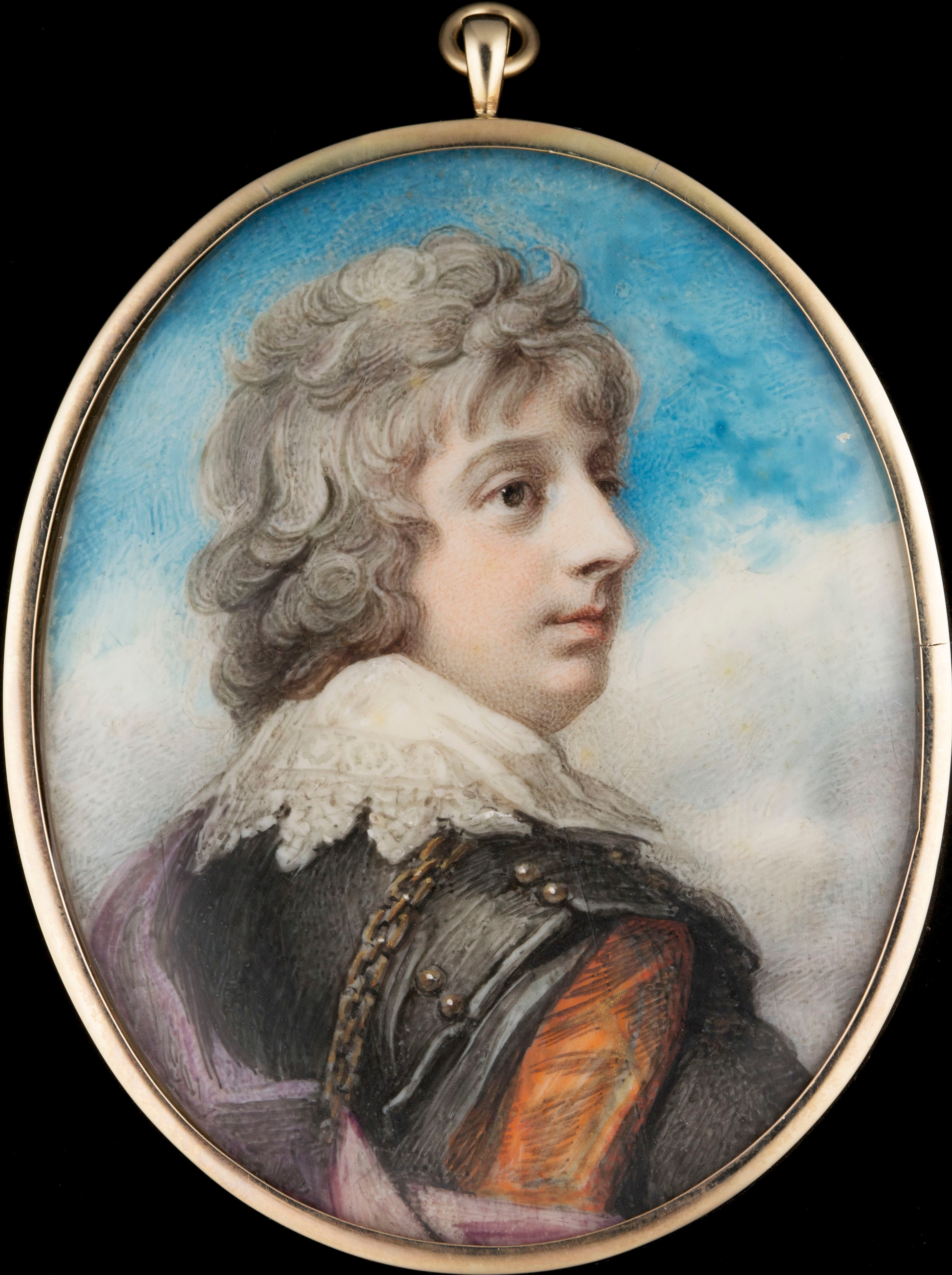
William Courtenay, IX conte di Devon in una miniatura

Tredici anni dopo, il 5 maggio 1783, sposò la quarta figlia del Conte Aboyne, Margaret Gordon, che morì dopo pochi anni di parto. Tuttavia, come detto, Beckford era bisessuale e a diciannove anni aveva avuto una relazione con William Courtenay, IX conte di Devon.

### Grand Tour e prime esperienze letterarie

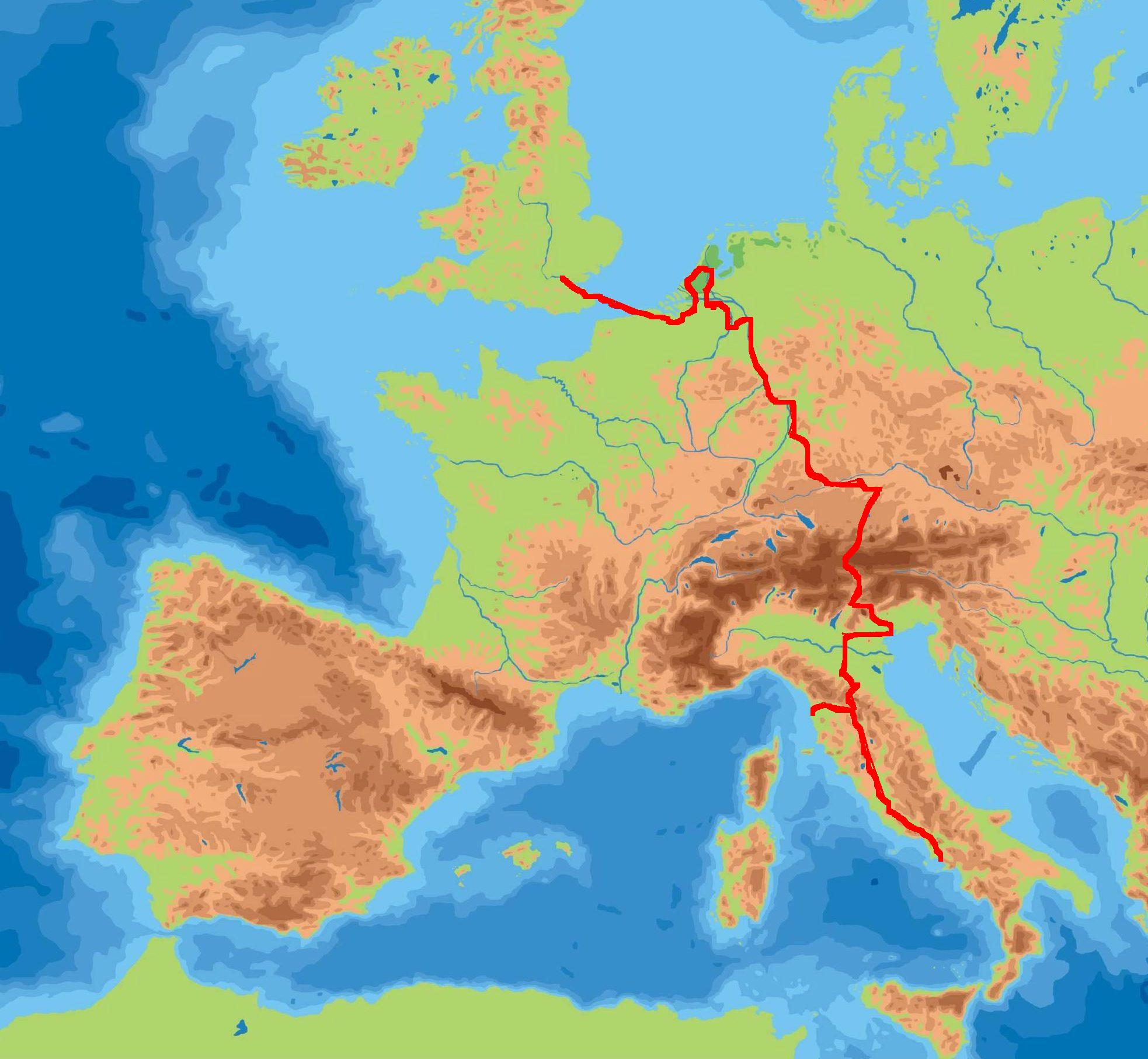
Il Grand Tour di William Beckford negli anni '80 del Settecento

Studiò con l'aiuto degli architetti Sir William Chambers e Alexander Cozens, e nel 1782 partì per il Grand Tour in Italia.
Nel 1783 scrisse un libro intitolato Dreams, Waking Thoughts, and Incidents.

### Successo

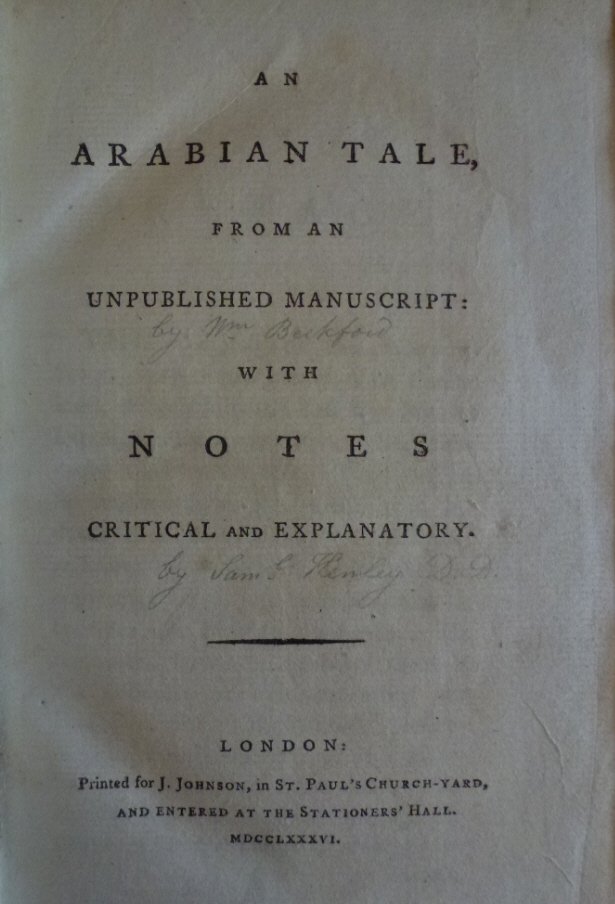
Prima pagina di una copia di Vathek del 1786

Subito dopo, nel 1786, scrisse la sua opera più famosa, il romanzo gotico Vathek, scritto in francese, vantandosi poi di averlo completato in soli tre giorni e due notti. C'è ragione di credere, comunque, che tale exploit fosse frutto della sua immaginazione, perché si tratta di un lavoro notevole, ricco d'invenzioni fantastiche e magnifiche, che a tratti raggiunge il sublime.

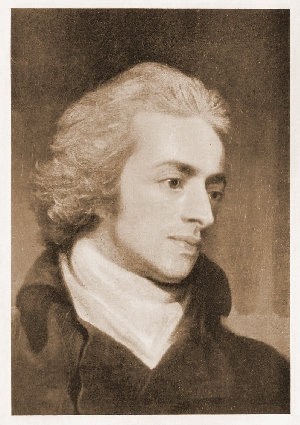
William Thomas Beckford in una stampa d'epoca

Le altre sue principali opere sono Memoirs of Extraordinary Painters, scritta nel 1780, un'opera satirica, e Letters from Italy with Sketches of Spain and Portugal, scritta nel 1835, piena di descrizioni brillanti sui retroscena e i costumi.

### Ultimi anni e morte

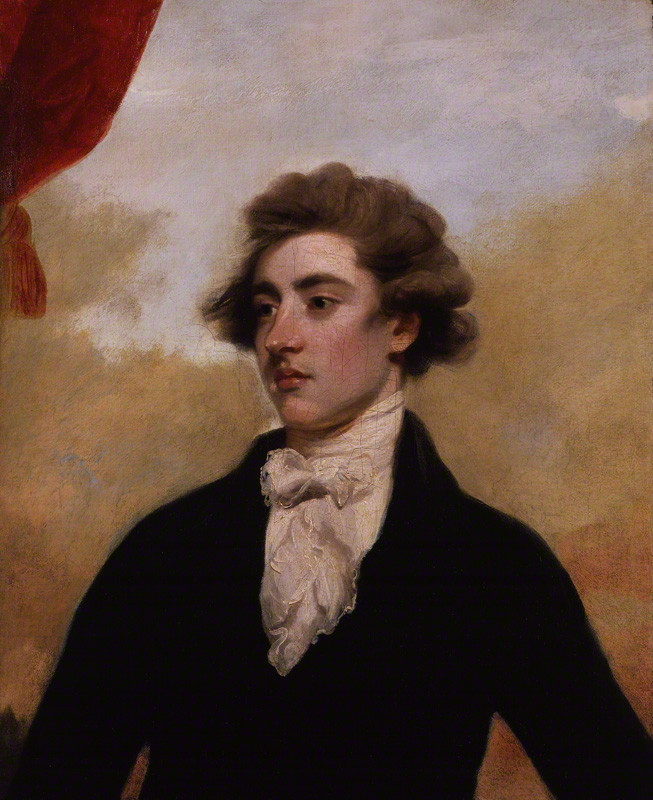
William Beckford ritratto da Joshua Reynolds

Nel 1793 visitò il Portogallo, dove visse per qualche tempo.

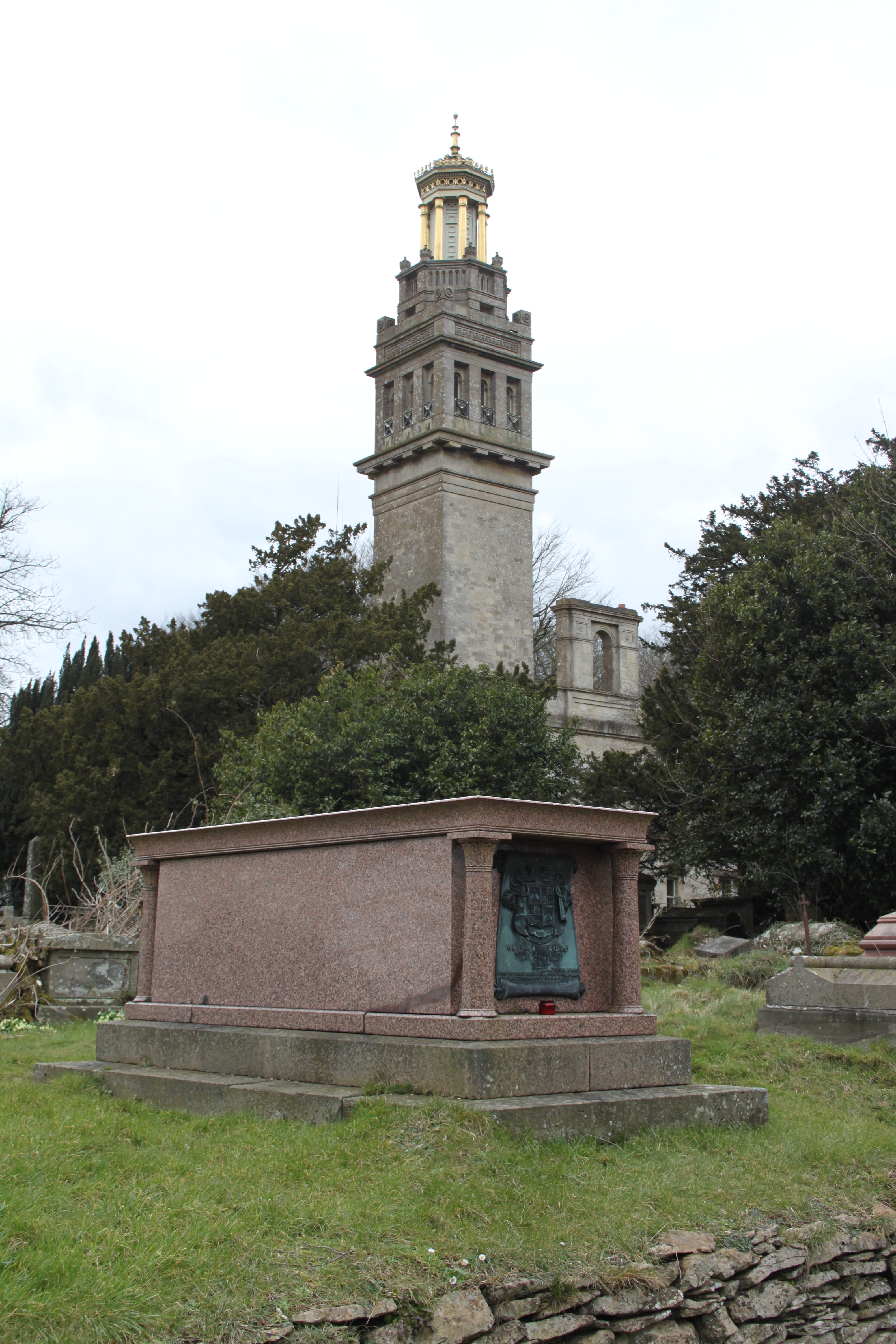
La tomba di William alle Beckford's Tower

La fama di Beckford, comunque, dipese tanto dalla sua eccentrica stravaganza come impresario e collezionista quanto dalle opere letterarie, dissipando nel contempo la sua fortuna di 100.000 sterline annue, delle quali solo 80.000 ne restarono alla sua morte.

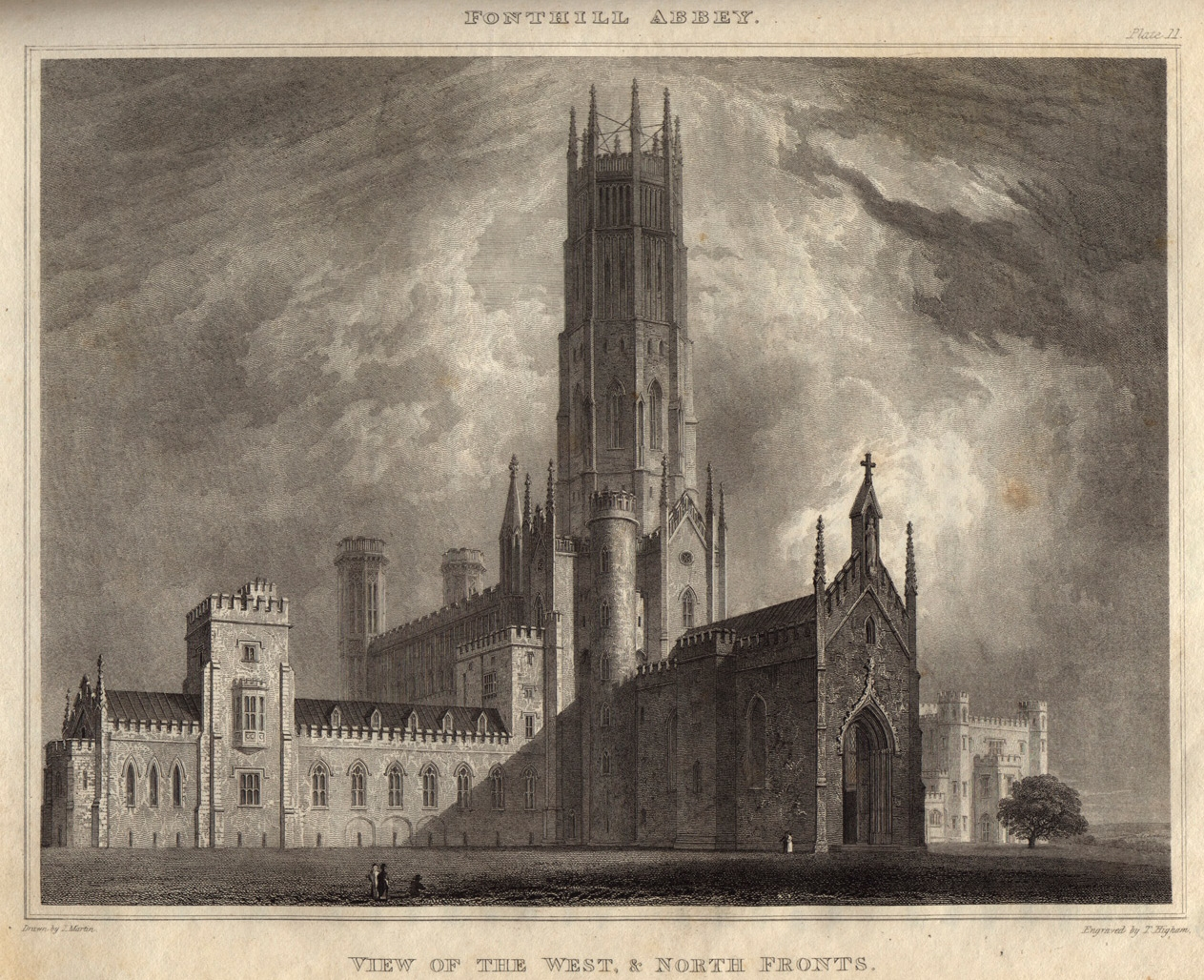
Fonthill Abbey disegnata per William Beckford dall'architetto James Wyatt.

L'opportunità di ottenere l'intera biblioteca di Edward Gibbon diede a Beckford la base per la formazione della propria e, per questo, James Wyatt costruì Fonthill Abbey nella quale raccogliere la nuova biblioteca e la collezione d'arte di Beckford; Lord Nelson e gli Hamilton visitarono il palazzo nel 1800. I lavori terminarono nel 1807.

### Riscoperta

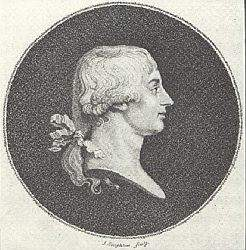
William Beckford

Agli inizi del Novecento fu ritrovato il suo ultimo romanzo rimasto inedito, Histoire du Prince Alasi et de la Princesse Firouzkah, di denso erotismo, esotismo ed orientaleggiante, non pubblicato in vita; avrebbe dovuto essere un episodio della Suite des Contes Arabes, racconti, scritti in francese, alla maniera delle Mille e una notte. A collegarli, una cornice: i protagonisti dei diversi episodi, convenuti al Palazzo del Fuoco Sotterraneo, apprendono di essere stati condannati all'eterna dannazione, e ciascuno racconta il percorso terreno che lo ha condotto a quell'esito.

## Opere
- William Beckford, Italy, with sketches of Spain and Portugal. 1, London, Richard Bentley, 1834.
- William Beckford, Italy, with sketches of Spain and Portugal. 2, London, Richard Bentley, 1834.